# 萨莱 (亚历山德里亚省)
萨莱（義大利語：Sale），是意大利亚历山德里亚省的一个市镇。总面积44.72平方公里，人口4286人，人口密度95.8人/平方公里（2009年）。ISTAT代码为006151。